# Sông Volga
Sông Volga (tiếng Nga: Волга река, phiên âm: Vôn-ga) nằm ở phía đông phần lãnh thổ châu Âu nước Nga với độ dài 3.690 km (2.293 dặm), tạo thành nền tảng của hệ thống sông lớn nhất ở châu Âu.
Tên gọi của sông Volga trong ngôn ngữ của các dân tộc khác nhau sống dọc hai bên bờ sông là:
- tiếng Nga: Вoлга
- tiếng Tatar: İdel, Идел
- tiếng Chuvash Атăл (Atăl)
- tiếng Mordvin Рав (Rav)
- tiếng Mari Юл (Jul)
- tiếng Đức Wolga
- Tên gọi cổ đại là Rha (tạo thành tên gọi trong tiếng Mordvin)

## Miêu tả
Bắt nguồn từ vùng đồi Valdai ở cao độ 225 m (740 ft) trên mực nước biển ở phía tây bắc Moskva và cách Sankt-Peterburg khoảng 320 km về phía đông nam, sông Volga chảy về phía đông nam, qua các tỉnh và thị thành như Tver, Dubna, Yaroslavl, Nizhny Novgorod đến Kazan thì chuyển hướng về phía nam, chảy qua Tolyatti, Samara và Volgograd để sau đó đổ vào biển Caspi ở phía dưới Astrakhan với cao độ 28 mét dưới mực nước biển. Ở khu vực có tầm chiến lược quan trọng nhất, nó uốn cong về phía sông Đông. Volgograd, trước đây là Stalingrad, nằm trong khu vực này.

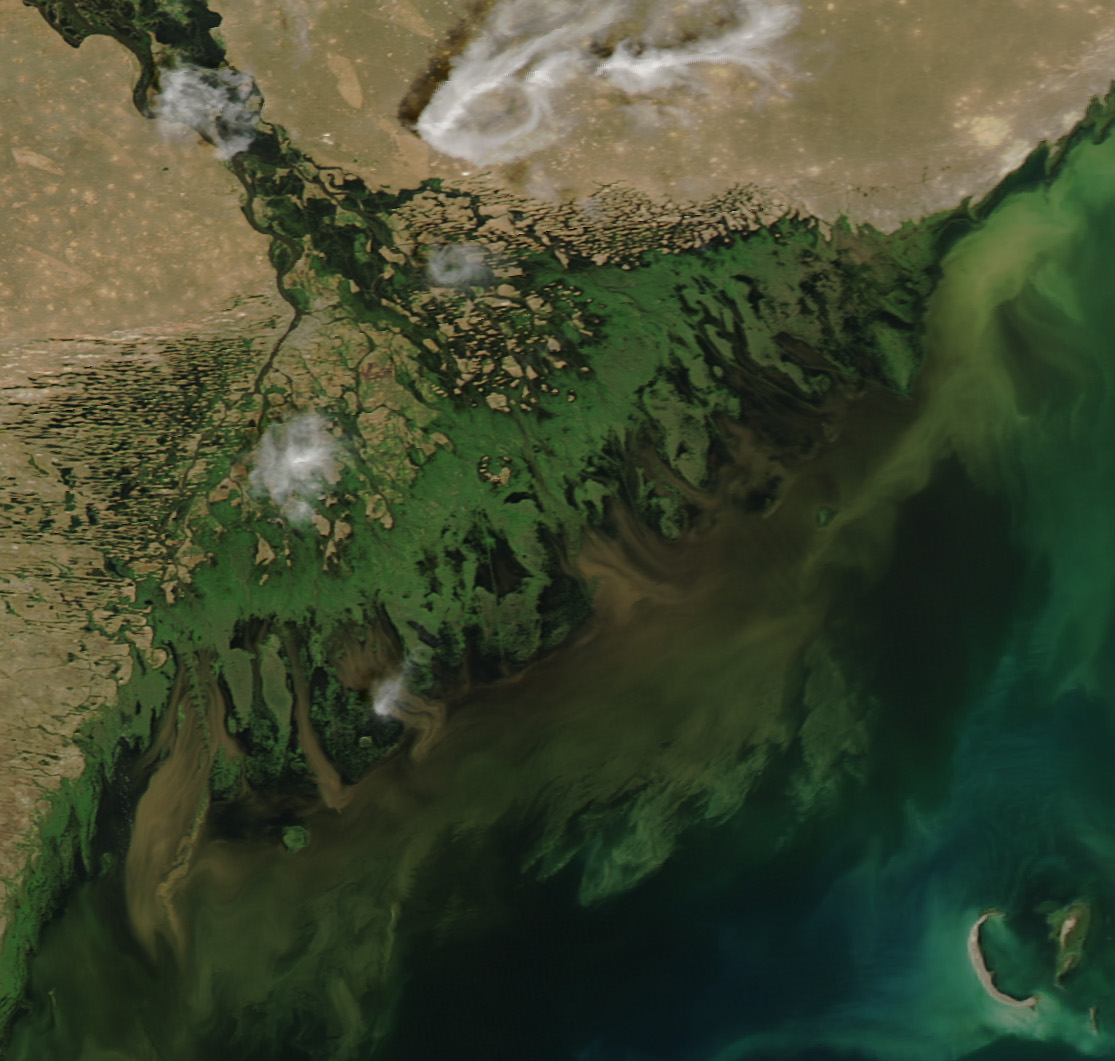
Châu thổ sông Volga, nhìn từ vệ tinh nhân tạo.

Sông Volga có nhiều sông nhánh, quan trọng nhất là các sông Kama, Oka, Vetluga và Sura. Sông Volga và các sông nhánh trong hệ thống sông Volga đảm bảo tưới tiêu cho một khu vực có diện tích khoảng 1,35 triệu km trong khu vực đông dân cư nhất của nước Nga. Vùng châu thổ sông Volga có chiều dài khoảng 160 km và bao gồm tới 500 kênh và sông nhỏ. Sông Volga bị đóng băng trong khoảng ba tháng mỗi năm trên gần như toàn bộ chiều dài của nó.
Sông Volga tưới tiêu cho phần lớn miền tây Nga. Các hồ chứa nước lớn của nó cung cấp nước cho thủy lợi và phát điện. Hệ thống các kênh đào Moskva-Volga, kênh đào Volga-Don và kênh đào Mariinsk tạo thành một tuyến đường thủy nối liền Moskva với Bạch Hải, biển Baltic, biển Caspi, biển Azov và biển Đen. Nồng độ ô nhiễm hóa chất cao hiện nay là nguyên nhân gây ra các e ngại về vấn đề môi trường.
Vùng lưu vực sông Volga được tưới tiêu bởi con sông này cung cấp một lượng lớn lúa mì và nhiều khoáng sản. Các trung tâm công nghiệp khai thác dầu khí đáng kể nằm trong thung lũng sông Volga. Các khoáng sản khác bao gồm khí đốt, muối và kali cacbonate. Châu thổ sông Volga và biển Caspi cạnh đó là nguồn cung cấp thủy sản quan trọng (cá). Thành phố Astrakhan, nằm ở vùng châu thổ này, là trung tâm cung cấp trứng cá muối.
Volgograd và Nizhny Novgorod là các thành phố công nghiệp quan trọng trên bờ con sông này. Trong thời kỳ Xô viết, Nizhny Novgorod đã là cấm địa đối với người ngoại quốc. Các thành phố quan trọng khác là Saratov, Kazan, Tolyatti và Samara. Chín nhà máy thủy điện lớn và một số hồ chứa nước nhân tạo lớn được tạo thành bởi một hệ thống các đập nước nằm dọc sông Volga. Các hồ nhân tạo lớn nhất theo trật tự từ bắc xuống nam là các hồ chứa nước Rybinsk, Nizhny Novgorod, Samara và Volgograd.

### Lịch sử con người
Trong thời kỳ cổ đại, sông Volga được biết dưới tên gọi Atil, Itil hay Idil, tên gọi của người Turk có nghĩa là "sông dài". Tuy nhiên, sự có mặt của người Turk là muộn hơn so với sự có mặt trong khu vực còn hoang vắng này của người Ấn-Âu. Đặc biệt, "Volga" có lẽ là sự Slav hóa của tên gọi tiền-Baltic liên quan đến một từ trong tiếng Litva là jilga - "sông dài". Thượng nguồn sông Volga là ranh giới của quần thể người nói tiếng Baltic tiền sử, như được chứng thực trong tên gọi của con sông này. Những tên gọi như Ilgupe ("sông dài") và các tên gọi khác tương tự như nó là phổ biến trong tiếng Litva và Latvia. (Gimbutas, The Balts, 1963).
Nhà học giả thời cổ đại là Ptolemy ở Alexandria đã đề cập tới sông Volga trong Geography của ông (quyển 5, chương 8, bản đồ thứ hai về châu Á). Ông gọi nó là Rha, và nó chỉ là tên gọi cổ đại đứng hàng thứ ba. Tuy nhiên, nó chỉ đề cập tới phần hạ lưu sông Volga. Ptolemy tin rằng sông Đông và sông Volga chia sẻ cùng một nhánh thượng nguồn, và nhánh đó chảy từ dãy núi Hyperborean. Có lẽ các ngọn núi này là vùng đồi Valdai, nhưng tên gọi này được sử dụng bởi các nguồn khác để chỉ một khu vực không biết rõ nằm ở phía bắc. Những người dân với phong tục tập quán của người Baltic xuất hiện trong một số văn bản đó. Ngoài ra, người ta cũng biết rằng người Slav đã từng sinh sống ở phần hạ lưu sông Volga, do Ptolemy đề cập tới những người Serb cư trú ở bờ tây con sông này.
Xuôi theo dòng sông Volga là khu vực định cư của người Hun và các sắc tộc Turk khác trong thiên niên kỷ đầu tiên của công nguyên, họ thay thế cho người Scythia và một số thành thị lớn như Atil và Saqsin đã xuất hiện.
Tiếp theo đó, vùng lưu vực sông Volga đã đóng vai trò quan trọng trong sự dịch chuyển của con người từ châu Á tới châu Âu. Quốc gia Volga Bulgaria hùng mạnh đã từng rất thịnh vượng khi sông Kama nối liền với sông Volga. Những người này đã đến cùng với người Hun, dần dà chuyển thành người Tatar. Ngoài ra, sông Volga cũng chảy qua lãnh thổ của vương quốc Khazar.
Người Khazar sau đó bị thay thế bởi người Kipchak, Kimek và Mông Cổ. Người Mông Cổ thành lập ra Hãn quốc Kim Trướng ở hạ lưu sông Volga. Sau đó đế chế này bị tách ra thành vài hãn quốc nhỏ hơn và cuối cùng thì các hãn quốc này đã bị người Nga sáp nhập lại vào thế kỷ 16.
Trong thời kỳ hiện đại, thành phố trên vòng cung lớn của sông Volga là Volgograd - nơi đã diễn ra chiến dịch Stalingrad, mà kết quả của nó là chiến thắng cho Liên Xô đối với Đức trong Đại chiến thế giới lần thứ hai.
Tình cảm sâu đậm của người dân Nga đối với con sông này thường được thấy trong các điệp khúc của các bài hát cũng như trong văn chương của họ. Sau tất cả những điều đó, nước Nga ban đầu đã được thành lập dọc theo bờ sông Volga, một phần vì những nhà buôn người Viking đã dùng con sông này làm đường tới phương nam tính từ điểm bắt đầu của họ ở gần khu vực Arkhangelsk.

## Các nhóm sắc tộc
Sắc tộc dân bản địa ở thượng nguồn Volga là người Merya gốc Phần Lan đã đồng hóa thành người Nga. Một vài giả thuyết cho rằng từ Volga là từ valli trong tiếng Phần Lan, được dịch thành nước. Các nhóm sắc tộc gốc Phần Lan khác là người Mari và người Mordvin ở trung lưu sông Volga. Các nhóm sắc tộc người Turk đã xuất hiện vào khoảng thế kỷ 7 và đồng hóa một số nhóm người gốc Phần Lan và Ấn-Âu ở trung và hạ lưu sông Volga, sau này họ đã chuyển thành người Chuvash theo Chính thống giáo phương Đông và người Tatar theo Hồi giáo; cũng như thành người Nogai mà sau này đã di chuyển tới Daghestan. Người Kalmyk gốc Mông Cổ theo Phật giáo đã định cư ở bờ sông Volga vào thế kỷ 17.
Khu vực sông Volga cũng là quê hương của nhóm sắc tộc thiểu số gốc Đức là người Đức-Volga, phần nhiều trong số đó có tổ tiên được một số Sa hoàng mời tới định cư ở Nga, chẳng hạn như Piotr Đại Đế, là một phần trong chiến dịch để mở mang và nâng cao dân trí của đất nước bằng cách nhập khẩu thợ lành nghề. Trong thời kỳ Liên Xô thì một phần của khu vực này đã từng trở thành Nước cộng hòa tự trị Đức-Volga cho nhiều người Đức-Volga sinh sống. Một số khác đã rời bỏ Nga sau Đại chiến thế giới lần thứ hai.

## Vận tải thủy
Sông Volga có tầm quan trọng lớn trong giao thông, vận tải nội thủy ở Nga: tất cả các đập nước trên sông đều có các âu thuyền lớn (và kép), vì thế tàu bè với kích thước đáng kể có thể thực sự di chuyển từ biển Caspi gần như tới đầu thượng nguồn con sông này. Việc nối liền với sông Đông và Hắc Hải là có thể, thông qua kênh đào Volga-Đông. Việc nối liền với các hồ ở phía bắc và với Sankt-Peterburg cũng là có thể, thông qua tuyến đường thủy Volga-Baltic; còn việc nối liền với Moskva đã được thực hiện theo kênh đào Moskva nối liền sông Volga với sông Moskva. Hạ tầng cơ sở này đã được thiết kế để cho tàu thủy có kích thước và trọng tải tương đối lớn (kích thước cửa âu thuyền là 290 x 30 m trên sông Volga và nhỏ hơn một chút trên các sông và kênh đào khác) và nó trải rộng trên hàng ngàn kilômét.
Cho đến thời gian gần đây việc đi lại trên các tuyến đường thủy Nga chỉ được cho phép trong phạm vi khá hạn hẹp. Sự gia tăng tiếp xúc giữa Liên minh châu Âu và Nga đã dẫn tới các chính sách mới trong việc đi lại trên các tuyến nội thủy của Nga. Người ta dự kiến rằng việc tàu bè của các quốc gia khác sẽ được phép đi lại trên các sông của Nga là không còn lâu nữa..

## Văn hóa
Như các dòng sông lớn khác trên thế giới, sông Volga đã trở thành một trong các biểu tượng của văn hóa Nga được nhiều nghệ sĩ Nga khai thác. Họa sĩ Nga Ilya Yefimovich Repin đã sáng tác bức tranh nổi tiếng "Những người kéo thuyền trên sông Volga" vào thế kỷ thứ XIX (khởi tạo năm 1870, hoàn thành năm 1973).
Bức tranh được sáng tác theo cảm hứng của điệu hát dân gian Hò kéo thuyền trên sông Volga được nhà soạn nhạc M. A. Balakirev sưu tầm và tập hợp trong một tuyển tập dân ca ấn hành năm 1866. Bài hát đã được nhiều nghệ sĩ nổi tiếng của Liên Xô trước đây và Liên bang Nga hiện nay trình bày.. Trong số đó, giọng hát của Fyodor Ilich Shaliapil vào năm 1906 vẫn được coi là giọng trầm kinh điển của âm nhạc Nga khi thể hiện bài hát này..